# Zgubna pycha rozumu
Zgubna pycha rozumu. O błędach socjalizmu (ang. The Fatal Conceit. The Errors of Socialism) – ostatnia książka Friedricha Augusta von Hayeka, opublikowana po raz pierwszy w 1988 roku pod redakcją Williama Warrena Bartleya. Polska wersja w tłumaczeniu Miłowita i Tomasza Kunińskich ukazała się w 2004 roku staraniem wydawnictwa Arcana.

## Zawartość
Książka zawiera podsumowanie najważniejszych idei Hayeka w powiązanej z teorią ekonomii i ewolucji w dziedzinie filozofii społecznej i politycznej. Krytykuje on w niej wszystkie formy socjalizmu, zwracając uwagę na błędy logiczne, jakie są wpisane w argumenty i teorię socjalistyczną. W rozumieniu Hayeka narodziny cywilizacji są związane z początkiem tradycji społecznej, ze szczególnym naciskiem na prowadzącą do rozwoju handlu własność prywatną, a w dalszej perspektywie z systemem kapitalistycznym, nazywanym przez autora również ładem rozszerzonym. Błąd socjalistów polega na lekceważącym podejściu do ewolucyjnego charakteru rozwoju cywilizacji. Wiąże się z tym tytułowa „pycha rozumu” intelektualistów, którzy twierdzą, że są w stanie kierować społeczeństwem według określonego planu. Według Hayeka życie społeczne i ekonomiczne jest zbyt skomplikowane, aby było możliwe opracowanie racjonalnego planu, który przyniósłby spodziewane efekty, nie zaburzając przy tym urzeczywistniającego się w wolnym społeczeństwie spontanicznego porządku.

## Problem kalkulacji ekonomicznej
W książce zostaje poruszony problem kalkulacji ekonomicznej występujący w gospodarkach centralnie planowanych. Nie ma w nich bowiem możliwości oparcia rachunku ekonomicznego przedsiębiorstw na cenach, które są jednoznacznym sygnałem dotyczącym preferencji konsumentów. Prowadzi to w bezpośredni sposób do błędnej alokacji zasobów, gdyż brak informacji w postaci zysku lub straty uniemożliwia ocenę tego, w jakim stopniu produkcja służy społeczeństwu, a także utrudnia stwierdzenie, czy w gospodarce występuje niedobór, czy też nadwyżka produkcyjna.

## Kontrowersje
Oficjalnie William Warren Bartley przygotowywał książkę do publikacji po chorobie Hayeka w 1985 roku. Niektórzy uczeni mają jednak wątpliwości, czy dzieło to jest w całości autorstwa austriackiego noblisty, zwracając uwagę na fragmenty pisane z punktu widzenia filozofii Bartleya.